# Gestionnaire d'informations personnelles

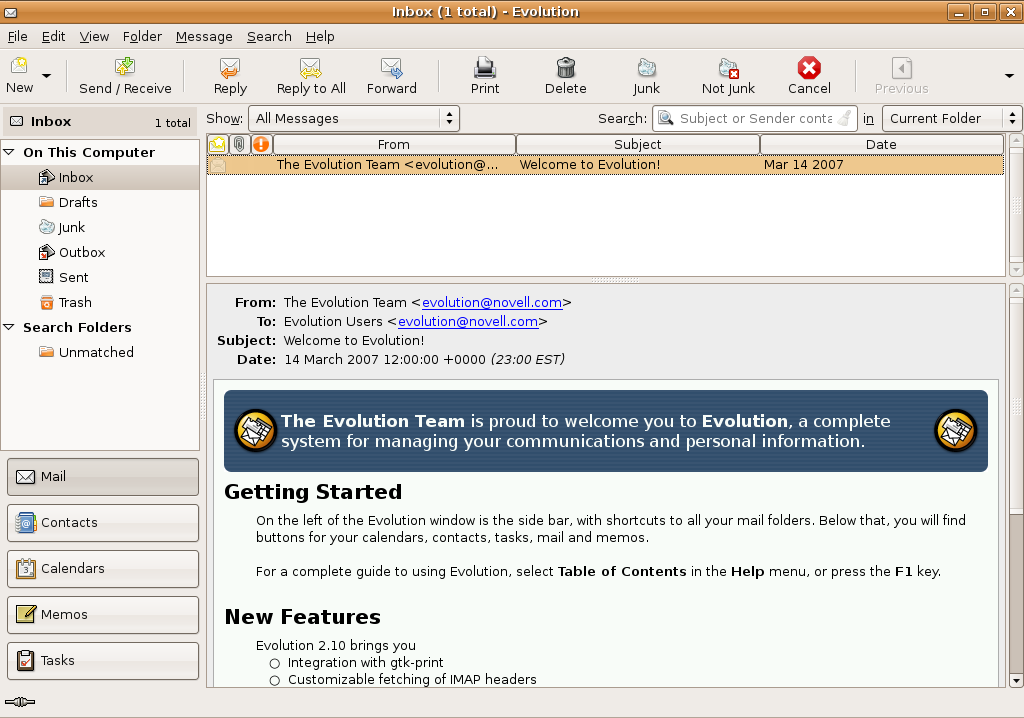
Messagerie « Evolution ».

Les gestionnaires d’informations personnelles (en anglais, personal information manager ou PIM) sont des logiciels utilisés pour synchroniser (interfacer) divers systèmes d'exploitation entre eux : serveur ou périphérique communicant (téléphone, assistant personnel, tablette).
Ils proposent des fonctionnalités agenda, bloc-notes, post-it, rendez-vous, carnet d'adresses. Ils sont souvent associés à des fonctionnalités de courriel et de logiciel de groupe, téléphonie (VoIP, SMS). Ils ne gèrent par contre pas les données multimédia.
En entreprise ces logiciels sont couplés à des logiciels de gestion de la relation client et de cartographie. Interfacés avec un annuaire (LDAP par exemple), ils sont multi-utilisateurs, de façon à partager des messageries, des calendriers et des emplois du temps des réunions.

## Liste de PIM
Certains font aussi office de client de messagerie. C'est devenu fréquent depuis la décennie 2000.
- Act!
- Cardfile (Répert Microsoft Windows jusqu'à version 4.0)
- Eudora
- Evolution
- Lotus Organizer (IBM)
- Kontact
- Lotus Notes (IBM)
- MDaemon
- Microsoft Outlook
- Mozilla Thunderbird
- Novell GroupWise
- Opera
- The Bat!
- Zimbra (VMware)
- Palm Desktop (en)
- Mozilla SeaMonkey
- Sidekick (Borland)
- Tobit David Infocenter

## Logiciels de synchronisation
Ces outils sont souvent livrés avec l'appareil, en comprenant par exemple des versions limitées de logiciel commerciaux:
- XTND connect
- Mobile master
- Mobile navigator